# Head of the River Race

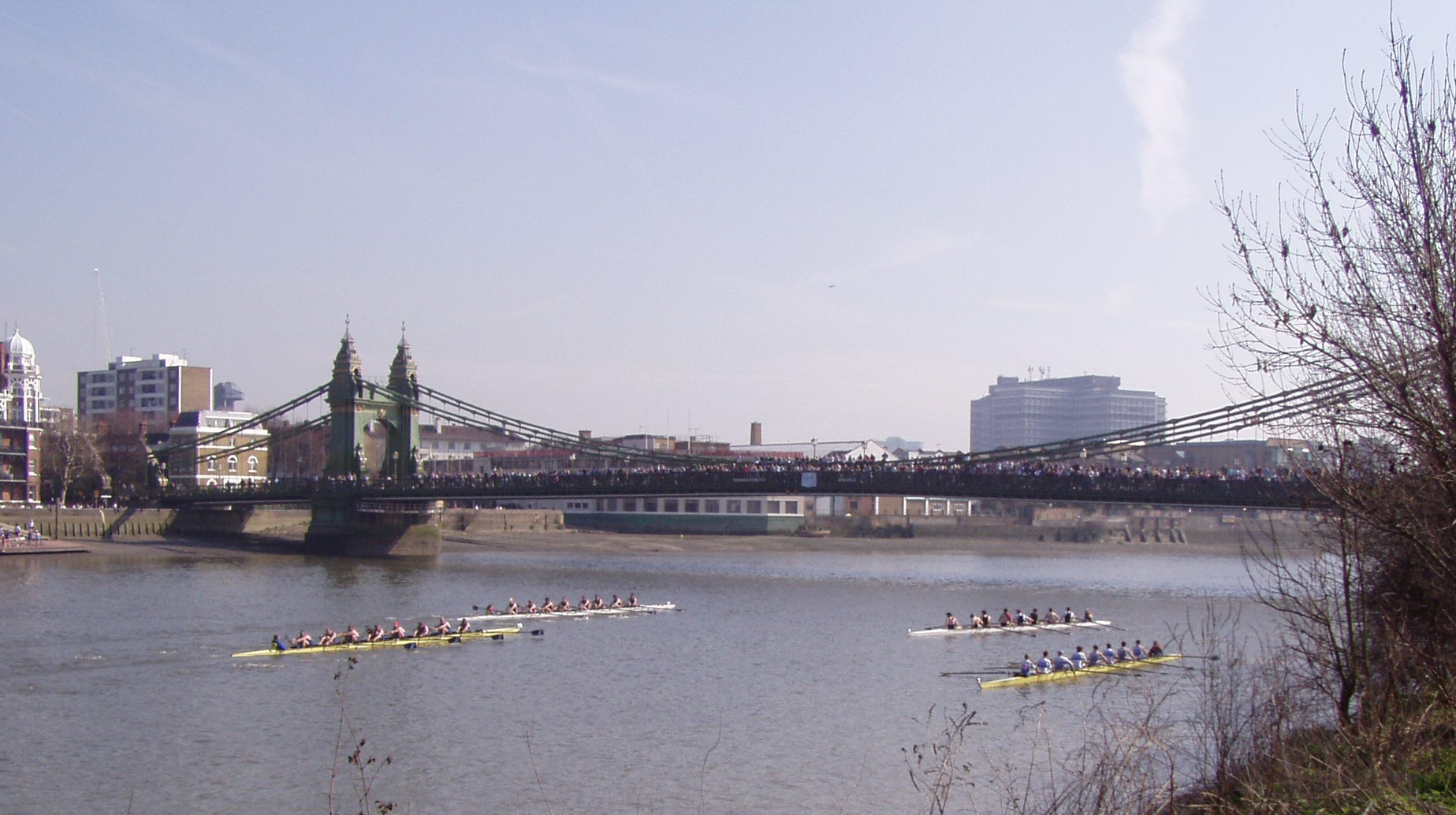
Tripulaciones compitiendo a la altura del puente de Hammersmith en el Head of the River Race de 2005.

The Head of the River Race (HoRR) es una regata profesional de remo en banco móvil celebrada anualmente, normalmente el tercer o cuarto sábado de marzo, dependiendo de las mareas, en procesión (contrarreloj), en Londres. La distancia de la competición es de 6,8 kilómetros (4,25 millas) desde Mortlake a Putney, el recorrido de The Championship Course para la histórica Regata Oxford-Cambridge aunque en sentido contrario y con el reflujo de la marea.
Los participantes son exclusivamente de ochos con timonel, aunque se celebran otras modalidades de regatas HoRR en otras fechas. 
Desde 1979 se ha limitado la participación a 420 botes debido a la participación tan numerosa en los últimos años y por motivos de seguridad. Además la participación de botes extranjeros está limitada a 60 plazas. 
El club de remo español, S. D. de Remo Astillero, ha participado anualmente desde 2009.

## Historia
La regata fue fundada por el legendario entrenador de remo, Steve Fairbairn, de Cambridge. Él ideó la regata cuando entrenaba al Thames Rowing Club como entrenamiento para las regatas de verano de los clubes de Londres. En una reunión de los capitanes de los clubes, la idea de la celebración fue bien recibida por lo cual se decidió que la primera edición se celebrase el sábado 12 de diciembre de 1926 siendo inscritas 23 tripulaciones aunque comenzaron 21.
En 1937 no se pudo realizar la regata debido a que no hubo una marea adecuada el día que se había acordado y debido a la Segunda Guerra Mundial también hubo un parón entre los años 1940 y 1945, ambos inclusive, reiniciándose a continuación, en 1946. A partir de 1979 la organización limitó el número de participantes a 420 tripulaciones, debido a que una cantidad de competidores tan grande tiene un gran riesgo de seguridad, ya que el área, en un tramo especialmente peligroso del río, es pequeña para tal cantidad de barcos. Así todo se considera que la prueba tiene el récord de embarcaciones participantes en remo olímpico.
En el año 2004 y también en el 2007 la prueba fue suspendida debido a las malas condiciones meteorológicas.

## Formato de participación
La tripulación ganadora del año anterior inicia su participación en primer lugar, seguida a 10 segundos por la tripulación que terminó segunda el año anterior y las restantes salen por orden alfabético también cada 10 segundos. La regata dura aproximadamente dos horas desde que parte la primera tripulación hasta que sale la última. El tiempo récord es de 16.37 y fue conseguido en 1989 por el equipo nacional de Gran Bretaña.
La inscripción está limitada a 420 barcos, siendo actualmente permitida la participación solo a cincuenta barcos no ingleses, que generalmente representan a Alemania, Australia, Austria, Bélgica, Dinamarca, España, Francia, Italia, Países Bajos, Suecia, Suiza y Yugoslavia.
La regata se suele celebrar en el tercer o cuarto sábado de marzo de cada año, en función de las mareas y la fecha de la Regata Oxford-Cambridge. Los dos eventos se celebran normalmente en días separados, aunque en 1987 y 1994 la "Boat Race" tuvo lugar por la mañana y por la tarde se celebró la regata de Head of the River.

## Otras competiciones relacionadas
Además de esta competición también se celebran en el mismo escenario otras como:
- Schools' Head of the River Race (SHORR): prueba para escolares y organizada por el Westminster School.
- Head of the River Fours (HOR4s): patrocinada por Fuller's tanto para cuádruple (4x), como para cuatro con timonel (4+) o sin (4-). Se celebra en noviembre.[3]
- Women's Eights Head of the River Race (WEHoRR): regata para mujeres.[4] Se celebra dos semanas antes de la HoRR.
- Veterans' Head of the River Race: competición para veteranos organizada por el club de remo Vesta.[5]
- Veterans' Fours Head of the River: en la cual se participa en embarcaciones para cuatro remeros y de categoría de veteranos.
- Scullers Head: también organizada por el club de remo Vesta y en la que participan remeros individuales –skiff (1x)– (noviembre-diciembre).
- Pairs Head: se celebra en una distancia más corta que el Head of the River Race para clubes provinciales. Actualmente se otorga el trofeo al club más rápido de British Rowing. Están excluidos del premio las universidades, institutos y colegios.

### Trofeos
- Services Pennant: para tripulaciones de las Fuerzas Armadas de Su Majestad.
- Ortner Shield: para universidades.
- BUSA Second Pennant — para la segunda universidad.
- Trofeo Overseas Entrants - otorgado a la primera embarcación extranjera.

También hay banderas para los más rápidos en las categorías de clubes, S1, S2, S3, S4, Novatos y tripulaciones ligeras.

## Palmarés
El club de remo que más veces ha ganado la regata es Leander Club.